# Љубав у огледалу
„Љубав у огледалу” је југословенски кратки филм из 1966. године. Режирао га је Федор Шкубоња који је написао и сценарио.

## Улоге
| Глумац           | Улога |
| ---------------- | ----- |
| Весна Латингер   |       |
| Мирјана Талевска |       |